# Serixia rondoni
Serixia rondoni là một loài bọ cánh cứng trong họ Cerambycidae.